# Jednotný svaz českých zemědělců
Jednotný svaz českých zemědělců (zkratka JSČZ) byla jednotná oborová zemědělská organizace pro země Českou a Moravskoslezskou v letech 1945–1952, sdružující zemědělce bez ohledu na jejich politickou příslušnost či majetkové postavení. Vznikla na základě vyhlášky ministra zemědělství Júlia Ďuriše č. 11 ze dne 28. května 1945, kterou nařídil likvidaci protektorátního Svazu zemědělství a lesnictví (Verband für Land- und Forstwirtschaft für Böhmen und Mähren, 1942–1945). Ústředním tiskovým orgánem JSČZ se staly Zemědělské noviny, vydávané nakladatelstvím a tiskovými podniky „Brázda” se sídlem v Praze na Opletalově ulici čp. 3. Vedle ústředních Zemědělských novin vydávalo nakladatelství celou řadu odborné zemědělské literatury. JSČZ pečoval také o přidružené jednoty včelařů, rybářů, chovatelů drobného hospodářského zvířectva apod.
Zákon č. 145/1947 Sb. o organizaci zemědělců republiky Československé, který zpětně legalizoval více než dvouleté působení veřejnoprávní zemědělské korporace, schválilo Ústavodárné Národní shromáždění republiky Československé 11. července 1947. Na jeho základě vznikl Jednotný svaz českých zemědělců se sídlem v Praze pro země Českou a Moravskoslezskou, Jednotný svaz slovenských zemědělců (Jednotný sväz slovenských rolníkov, zkratka JSSR) se sídlem v Bratislavě pro Slovensko a Ústřední rada zemědělců republiky Československé se sídlem v Praze. Po únoru 1948 odebralo Ministerstvo zemědělství svazu jeho odbornou zemědělskou agendu a JSČZ vystupoval v podstatě v roli zemědělského spolku na podporu prováděné kolektivizace venkova.
Z přísně tajného rozhodnutí předsednictva ÚV KSČ z 18. února 1952 začalo Ministerstvo zemědělství postupně a pod zástěrkou tzv. samorozpuštění ve vší tichosti JSČZ a JSSR likvidovat. Do textu likvidačního rozhodnutí byla vložena mimo jiného formulace, že „tam, kde není JZD nebo je v menšině, stává se často JSČZ útočištěm nepřátel JZD a vesnických boháčů.” Dnem 6. prosince 1952 ukončila likvidační komise JSČZ svoji činnost. Veškerý majetek získalo Ministerstvo zemědělství, které převzalo také nakladatelské a tiskové podniky „Brázda”, přejmenované od 1. ledna 1953 na „Státní zemědělské nakladatelství”.

## Historie
Protektorátní Svaz zemědělství a lesnictví, zřízený na podkladě vládního nařízení č. 294/1942 Sb., o organisaci zemědělství a lesnictví v Čechách a na Moravě, do sebe sloučil Českou zemědělskou radu v Praze, Českou zemědělskou radu v Brně a Německou zemědělskou radu v Brně (Česká zemědělská rada), převzal veškerá jejich práva a majetek, dále proběhlo sloučení (likvidace) i dalších korporací a spolků:
- Česká zemědělská rada
- Svaz velkostatkářů
- Svaz statkářů a nájemců
- Hospodářská jednota severovýchodní Moravy
- Ústřední svaz pěstitelů zemáků v Německém Brodě
- Krajský odbor Ústředního svazu pěstitelů zemáků (statek Drhotín, továrna Amylon Ronov nad Doubravou)
- Okresní odbory Ústředního svazu pěstitelů zemáků
- Ústřední svaz domkářů a malorolníků v Praze
- Ústřední jednota českých malozemědělců, domkářů a živnostníků v Praze
- Svaz majitelů pronajatých pozemků a hospodářství
- Svaz zemědělců ve Velké Praze
- Ústřední sdružení českých zemědělců v Praze
- Zemědělská jednota v Praze
- Hospodářské sdružení českých křesťanských zemědělců a domkářů v Praze
- Národní svaz katolických zemědělců v Brně
- Ústřední výbor volných sdružení lesních správ v Praze (Lesohospodářský svaz v Německém Brodě)
- Svaz západočeských domkářů a malorolníků v Plzni
- Společnost přátel zahrady, odbor Pardubice
- Ústřední jednota chovatelů hospodářských zvířat v Praze
- Svaz chovatelů drobného hospodářského zvířectva v Čechách a na Moravě
- Rybníkářské spolky
- Okrašlovací spolky[4]

Svaz se členil na „Zemský svaz zemědělství a lesnictví pro Čechy” v Praze a „Zemský svaz zemědělství a lesnictví pro Moravu” v Brně, Okresní spolky zemědělství a lesnictví a Místní spolky zemědělství a lesnictví, přičemž v každém politickém okrese měl být zřízen Okresní spolek a v každé obci Místní spolek. Dne 28. května 1945 na schůzi ministerstva zemědělství za přítomnosti členů Národní fronty nařídil ministr zemědělství Július Ďuriš vyhláškou č. 11 (publikované ve stejný den v Úředním listě č. 12/1945) likvidaci Svazu zemědělství a lesnictví a zároveň zřídil výměrem čj. 32867/I-5-1945 přípravný výbor Jednotného svazu českých zemědělců, který pověřil likvidací Svazu zemědělství a lesnictví.

## Jednotný svaz českých zemědělců 1945–1948

### První přípravný výbor JSČZ
Přípravný výbor Jednotného svazu českých zemědělců (JSČZ) byl zvolen již 28. května 1945: předseda Václav Mikuláš za Československou stranu národně-socialistickou (Jesenice u Prahy, bývalý předseda Ústřední jednoty československých malozemědělců), I. místopředseda Ing. Rostislav Sochorec za Československou stranu lidovou (Moravský Žižkov, bývalý ústřední jednatel Svazu československých lidových zemědělců na Moravě), II. místopředseda Antonín Černý za Československou stranu sociální demokracie (Máslovice, bývalý předseda Ústředního svazu domkářů a malorolníků), III. místopředseda Josef Nepomucký za Komunistickou stranu Československa (Předboj, bývalý předseda Svazu domkářů, malých a středních rolníků), jednatel Bohumil Hrbek za Čs. stranu nár. soc (bývalý generální tajemník Ústřední jednoty čs. malozemědělců), pokladník Dr. Josef Novák za Čs. stranu lidovou (úřadující místopředseda Svazu katolických zemědělců v Čechách), generální tajemník Antonín Volavka za Komunistickou stranu Československa (bývalý redaktor „Odboje pracujícího venkova”), zapisovatel Antonín Kekus za čs. stranu soc. dem (Brno, zemědělský tajemník).
Do svých funkcí byli funkcionáři přípravného výboru uvedeni 30. května 1945 na schůzi zaměstnanců Svazu zemědělství a lesnictví (SZL) a členů likvidační komise SLZ v zasedací síní v budově bývalé České zemědělské rady v Praze na Václavském náměstí čp. 48. Schůzi řídil předseda likvidační komise Josef Nepomucký a jejím výsledkem byla programová výzva k budování JSČZ „Budujeme jednotný svaz českých zemědělců” a Směrnice pro ustavení místních skupin JSČZ. První veřejné vystoupení pod novým názvem svazu se konalo 1. července 1945 na manifestaci na Bílé Hoře, konané pod heslem „Odčiňujeme Bílou horu” a uspořádané Zemským národním výborem v Praze a ministerstvem zemědělství u příležitosti vydání dekretu o konfiskaci zemědělského majetku Němců, Maďarů a zrádců, na které promluvil za JSČZ také V. Mikuláš.
Je každému známo, že tento výbor byl složen z nezemědělců a že téměř všechna význačná místa ve výboru byla obsazena ze stranické iniciativy p. ministra Ďuriše a pokud se jednalo o příslušníky jiných soc. politických stran, byli jmenování ti, o nichž se předpokládalo, že budou komunistické zemědělské politice trpně přikyvovat. Jasný důkaz o tom podal předseda JSČZ p. posl. Mikuláš, který při jednání v zemědělském výboru PNS přednášel zcela pro zemědělce neúnosné požadavky komunistického gen. tajemníka Volavky.
Národní obroda, 25.05.1946
Předsednictvo přípravného výboru Jednotného svazu českých zemědělců expozitury pro zemi Moravskoslezskou v Brně v čele s předsedou Antonínem Kekusem zasedalo 24. října 1945, kdy byly přednostům jednotlivých oddělení a přednostům oblastních úřadoven předány jmenovací dekrety. Přednostou právního oddělení byl jmenován JUDr. Josef Červinka, přednostou plánovacího odboru plánovacího dr. ing. Jaroslav Písařík, odboru zemědělské techniky ing. Navrtal, odboru rostlinné výroby Jan Nevařil, odboru živočišné výroby doc. dr. František Štencel, odboru lesní výroby Vladimír Sedláček, družstevního odboru ing. František Navrátil, odboru osvěty venkova Ladislav Anýž, sociálního odboru dr. Zdeněk Bartoš, odboru pozemkové reformy ing. Nepevný, odboru pro živelné pohromy ing. Alois Kacíř, který byl zatím pověřen vedením oblastní úřadovny v Opavě. Přednostou oblastní úřadovny v Brně ing. Sedlář, přednostou v Olomouci JUDr. Šumbera, v Jihlavě ing. Bradáč, ve Znojmě ing. Zika, v Uherském Hradišti ing. Příleský, ve Valašském Meziříčí ing. Bogar a v Zábřehu ing. Kudlička.
Likvidace SZL proběhla do 31. prosince 1945. Vzhledem k tomu, že právní podklad pro vznik JSČZ nebyl ale do té doby vydán, zahájil přípravný výbor oficiální činnost JSČZ dne 18. prosince 1945 a to rozesláním vnitřního oběžníku, kterým konstatoval, že starý název organizace Svaz zemědělství a lesnictví v likvidaci je zrušen a podřízené složky JSČZ již pracují.
Po uzákonění JSČZ požádal na začátku října 1947 první přípravný výbor JSČZ ministra zemědělství, aby jmenoval nové přípravné výbory obou svazů (JSČZ a JSSR) a ukončil tak více než dvouleté působení svého organizačního provizoria.

### Příprava zákona o JSČZ
Na česko-slovenských poradách v Luhačovicích v září 1945 byl připraven návrh dekretu prezidenta republiky o zřízení Jednotném svazu českých zemědělců, který byl nahrazen návrhem zákona o Ústřední radě zemědělců, vrcholné zemědělské organizaci, sdružující Jednotný svaz českých zemědělců v Praze a Jednotný svaz slovenských zemědělců v Bratislavě, který 8. února 1946 schválilo Prozatímní národní shromáždění.
V dubnu 1946 započalo Prozatímní národní shromáždění ve svém zemědělském výboru projednávat zákon o Jednotném svazu českých zemědělců. Jednání zemědělského výboru PNS o návrhu zákona probíhala velmi dramaticky. Na přání slovenských poslanců neměla jednání zemědělského výboru po dobu parlamentních prázdnin do 7. května pokračovat, což respektoval i předseda výboru Jaromír Kafka. Schůze se nakonec konala a Zemědělský výbor PNS pokračoval 25. dubna 1946 v projednávání vládního návrhu zákona o Jednotném svazu českých a slovenských zemědělců. Zástupci lidové strany opustili schůzi a k nim se připojili též zástupci strany nár. socialistické (až na poslance V. Mikuláše). V jejich nepřítomnosti pak byla osnova zákona o Jednotném svazu českých a slovenských zemědělců hlasy KSČ a ČSSD schválena.
Po květnových parlamentních volbách v roce 1946 bylo PNS rozpuštěno a zvoleno Ústavodárné Národní shromáždění. Od starého návrhu zákona o JSČZ, na kterém se usnesla Národní fronta a český a slovenský Přípravný výbor JSČZ a který jednomyslně přijala vláda, bylo upuštěno a návrh byl novou vládou přepracován. Nakonec byl návrh zákona ze dne 18. října 1946, podepsaný předsedou vlády Klementem Gottwaldem a ministrem zemědělství J. Ďurišem, na přání generálního tajemníka komunistické strany Rudolfa Slánského stažen z pořadu jednání zemědělského výboru ÚNS, přestože ministr zemědělství J. Duriš zpočátku usiloval, aby byl odhlasován ještě před 28. říjnem 1946.
Zákony nejsou na zakázku. V zemědělském výboru sněmovny 22. října sdělil předsedající, že pan ministr Duriš vzkazuje zemědělskému výboru ÚNS, že si přeje, aby zákon o Jednotném svazu českých zemědělců byl urychleně s omezenou debatou schválen, aby mohl tento zákon věnovat k 28. říjnu jako dar českému zemědělství. Lidový poslanec Nermuť odpověděl: „Bylo by pod důstojnost parlamentu, aby si kdokoliv objednával na zakázku zákony v omezeném čase. Nejsme na závodní dráze. Zákon, který bude dávat našemu zemědělství jeho výsadní odborovou organizaci, musí býti schvalován s plnou odpovědností a i když si vřele přejeme, aby byl projednán brzy, nemůžeme bráti diktované termíny závazně.
Naše Demokracie, 08.11.1946

JSČZ tak vystupoval nadále po celý rok 1946 bez právní subjektivity. Například zákon č. 249/1946 o zatímní úpravě finančního hospodářství svazků územní samosprávy a některých jiných osob veřejného práva již JSČZ tuto právní subjektivitu přiznával a JSČZ se sídlem v Praze obdržel náhradový příděl 104 000 000 Kčs a Jednotný svaz slovenských rolníků se sídlem v Bratislavě 30 000 000 Kčs. Naopak při právních jednáních a při zaknihování pozemků bylo nadále používáno názvu „Svaz lesnictví a zemědělství v likvidaci”. Také Ministerstvo vnitra pohlíželo na zakládající pobočky JSČZ jako na spolky (založené podle spolkového zákona) a teprve na žádost JSČZ svým přípisem č. 3151-10/9-46-2-Vb-1 ze dne 18. listopadu 1946 ustanovilo ve věcech zakládání místních organizací JSČZ veřejnoprávní korporací.
Zákon o JSČZ zamítnut Praha, 9. července. — Právní výbor sněmovny jednal dnes o vládním návrhu zákona o Jednotném svazu českých zemědělců. Před hlasováním došlo k rušným debatám, když pak byl celý vládní návrh zákona o Jednotném svazu českých zemědělců zamítnut. Stalo se tak již po třetí, co je tento vládní návrh zákona projednáván.
Volné Slovo, 10.07.1947
Ústavodárné Národní shromáždění republiky Československé schválilo zákon č. 145/1947 Sb. o organizaci zemědělců republiky Československé dne 11. července 1947, kterým byly oficiálně zřízeny:
- Jednotný svaz českých zemědělců se sídlem v Praze pro země Českou a Moravskoslezskou
- Jednotný svaz slovenských zemědělců (Jednotný sväz slovenských rolníkov) se sídlem v Bratislavě pro Slovensko
- Ústřední rada zemědělců republiky Československé se sídlem v Praze[22]

Zákon nabyl účinnosti 15. srpna 1947. V novém JSČZ, samosprávné korporaci veřejného práva a zájmové zemědělské organizaci, bylo členství povinné. Místní sdružení JSČZ tvořily fyzické osoby starší 18 let, které hospodařily na půdě o výměře od 1 ha výše, a osoby právnické (včetně státu a svazků územní samosprávy). Obdobně měly být vytvořeny i vyšší organizační složky. Místní sdružení JSČZ jako samosprávné korporace veřejného práva se mohla právně zavazovat a nabývat majetek. O úhradě členských příspěvků (přirážkami k pozemkové dani nebo zvláštními příspěvky) rozhodoval výbor s příslušnými ministerstvy.

### Organizace JSČZ do února 1948
Ústřední úřadovna pro zemi Českou se nacházela v Praze. Řídící práce úřadovny JSČZ v Praze byla soustředěna do generálního sekretariátu, který sídlil v budově bývalé České hospodářské rady na Václavském náměstí čp. 48, dále se zde nacházely kanceláře předsedy JSČZ a hospodářská správa. Nedaleko na Václavském náměstí čp. 52 sídlily kanceláře právního oddělení, na Václavském náměstí čp. 39 oddělení rostlinné výroby, na Václavském náměstí čp. 38 osvětové a výstavnické oddělení společně s oblastní úřadovnou JSČZ. Ostatní kanceláře (sociální oddělení, oddělení pro živelné pohromy, technické oddělení, referáty zemědělské ekonomiky, oddělení plánování a lesnické oddělení) na Florenci v budovách čp. 33 (budova bývalé Zemědělské jednoty, potom Zemského svazu zemědělství a lesnictví) a 35 (budova bývalého Zemského svazu zemědělství a lesnictví). Kanceláře oddělení pozemkové reformy, družstevnictví, účtárny, veterinární a živočišné výroby často měnily svá odlehlá detašovaná stanoviště. Pro zemi Moravskoslezskou byla zřízena expozitura JSČZ v Brně, jejíž úřadovna sídlila na Divadelní ulici čp. 3 (předsedou Antonín Kekus, člen představenstva ZNV v Brně).
Generální sekretariát (GS): generální tajemník Antonín Volavka, I. náměstek: J. Chybík (pro všeobecné zemědělské záležitosti), II. náměstek: J. Zadrobílek (pro záležitosti autonomních odborů a poradních sborů a přičleněných organizací), III. náměstek: L. Kroček (vlastní prezidiální agenda).
Odbor A (prezidiální): přednosta L. Kroček, III. náměstek gen. taj.
A I osobní oddělení: JUDr. Josef Korbelář
A II osobní oddělení pro styk s úřady, organizacemi, Slovenskem a se zahraničím: František Houška
A III pomocné kanceláře: Václav Paroulek
LK likvidační komise: Josef Nepomucký
L likvidační oddělení: JUDr. Vladimír Švakr
D ústředí odborné práce: Dr. Oldřich Suchý
H hospodyňský referát: Dr. Marie Hokešová
Odbor B (informačně-organizační): přednosta Bohumil Hrbek, zástupce František Nováček
B I informační oddělení: František Nováček
Agenda: tisk, zemědělské zpravodajství, Věstník JSČZ, všeobecná propagace, rozhlas, film, diapozitivy, fotografie, organizace dopisovatelů, reportáže, přehled zemědělského tisku doma i v cizině
B II organizační oddělení: Zdeněk Šonský
Agenda: organizační pokyny a předpisy, oblastní úřadovny a okresní sekretariáty, oblastní, okresní a místní výbory, funkcionářské sbory a pracovní odbory a jejich tajemníci, evidence schůzí, sjezdů, konferencí, nábor členů, školení a výchova funkcionářů, kartotéka a statistika
Odbor C (odbor správní, finanční a účtárna): přednosta Dr. Augustin Sochr, zástupce Dr. František Koranda
C finančně-správní oddělení: Dr. Augustin Sochr
CÚ ústřední účtárna: Alois Mádle
Odbor D (Plánování, zemědělská ekonomika a poradnictví): do roku 1946 přednosta A: Dr. František Lom, přednosta B: Ing. František Junek
D IA oddělení plánování a ekonomiky: po roce 1946 přednosta Ing. Josef Knespl
D IB oddělení školení a poradnictví: Ing. František Junek
D II oddělení rostlinné výroby: Ing. Josef Vladyka (r. 1946 přednosta Ing. Macoun, Praha II, Václavské 39 a Myslíkova ulice 24)
D IIIA oddělení živočišné výroby: Ing. Stanislav Koláček (r. 1946 přednosta A: Ing. Koláček — zástupce Ing. Tellinger, přednosta B: Dr. Veselý, Praha II. Jánská 6)
D IIIB oddělení veterinární: MUDr. Josef Veselý
D IV lesnické oddělení: Ing. Otakar Kokeš (r. 1946 oddělení pro lesnictví, myslivost a hospodaření dřevem, Praha II, Florenc 35)
D V technické oddělení: Ing. Josef Bárta
D VI sociální oddělení: František Tamchyna
D VII oddělení osvěty venkova: Ing. J. Šafář (r. 1946 kulturní oddělení)
D VIII družstevní oddělení: Václav Pácal (r. 1946 oddělení pro družstevnictví, zemědělský trh a průmysl)
D IX oddělení pozemkové reformy a osídlení: Dr. Josef Kolařík
D UI Ústav pro zkoušení semen (původně Ústav pro zkoušení semen české zemědělské rady, Praha, sekce pro zkoušení semen Zemských výzkumných ústavů zemědělských v Brně): přednosta Ing. Jaroslav Roček (1893–1976), bývalý člen agrární strany
D UII Rolnicko-lučební ústav výzkumný (původně Zemědělské rady pro Čechy v Praze): přednosta Ing. J. Cee
D S Ústředí odborné práce a Ústřední správa statků JSČZ: ředitel Dr. Oldřich Suchý, náměstek Dr. Jiří Náprstek, přednosta oddělení Správy statků: Ing. Jan Zelenka
Oddělení Právní živelní fond a zemědělské pojištění (přednosta Dr. Prach, zástupce Dr. Klír) a Správovědné oddělení (přednosta František Lom) bylo zrušeno.
Oblastní úřadovny JSČZ (pro agendu plánování, zemědělskou ekonomiku a poradnictví) se nacházely v Čechách ve městech: Benešov, Čes. Budějovice, Domažlice, Havlíčkův Brod, Hradec Králové, Jičín, Karlovy Vary, Klatovy, Kolín, Liberec, Litoměřice, Litomyšl, Mladá Boleslav, Pardubice, Písek, Plzeň, Praha, Rychnov n. Kněžnou, Tábor, Teplice-Šanov, Žatec a na Moravě ve městech: Brno, Jihlava, Olomouc, Zlín, Znojmo, Opava, Uherském Hradiště, Valašské Meziříčí, Zábřeh (nakonec zůstalo 8 oblastních úřadoven). Do oblastních úřadoven byly začleněny politické okresy (Okresní spolky JSČZ), pod něž spadaly soudní okresy.
Svaz chovatelů hospodářského zvířectva pro Čechy byl ze začátku podřízen JSČZ a nakonec zařazen do živočišného oddělení JSČZ. v období jeho podřízenosti bylo jeho účelem bylo zvelebování chovu hospodářského zvířectva, zastupování chovatelských zájmů a spolupráce s ministerstvem výživy (směrnice a rady chovatelského rázu, kontingentace, krmení, ustájení, obesílání nákupních trhů atd.) Svaz chovatelů v době, kdy vystupoval jako právnická osoba, pořádal nákupní trhy pro veškeré druhy hospodářského zvířectva. Úřadovna svazu sestávala ze „Správního oddělení” a „Oddělení chovu zvířectva”. Kanceláře „Skupina pro chov drůbeže”: odborná skupina chov koz, odborná skupina chov králíků sídlily v Praze II na Křemencově ul. 8 a kanceláře odborné skupiny rybničního hospodářství v Praze II na Opatovické ul. 13. Nižšími organizačními složkami Svazu chovatelů byly Okresní sdružení chovatelů hospodářského zvířectva v sídlech soudních okresů.
Jednotný sväz slovenských roľníkov: úřadovna se nacházela v Bratislavě na Křižkově ul. 7. Ústředí tvořil 10členný výbor v čele s generálním tajemníkem (Dr. Michal Falťan). V roce 1946 se z celkového počtu 79 slovenských politických okresů nacházely v 62 okresech organizace JSSR. Technickou agendu vykonávala až do svého zrušení Rolnická komora.
Poté bylo oznámeno, že velkostatek Lišný dvůr (Jindřichův Hradec) je majetkem JSČZ a že na něm bude chováno stádo krav ze zabraného německého území, které bude svou užitkovostí sloužit k rozkvětu, neboť bude cele dáno potřebám okresu. Hlavní bod programu, volby okresního výboru JSČZ, proběhl velice hladce a do výboru byli jmenováni: Zuda A., Reisner Rud., Fišer Lud., Hroníček Karel, Vlček, Sedlák, Fencl J., Trepka A.
Jihočeská Pravda, orgán Komunistické strany Československa v Čes. Budějovicích, 24.10.1945, s. 4

### Zemědělské noviny a nakladatelství Brázda
Tiskařské a nakladatelské podniky Novina si počátkem 30. let vybudovaly v Praze na Florenci nový komplex s moderní tiskárnou. Novina vydávala zejména tisk Republikánské strany zemědělského a malorolnického lidu, jejímž ústředním tiskovým orgánem se stal deník Venkov. Nakladatelství bylo druhým nejvýznamnějším tiskovým koncernem meziválečného Československa. Vedle Venkova tiskařský koncern vydával v Praze deníky Večer, Lidový deník nebo brněnskou Svobodu, dále regionální deníky a časopisy jako Česká selka, Cep, Rozkvět, kulturní revue Brázda atd.
Časopis Brázda, v letech 1920–24 s podtitulem Revue československého venkova (Orgán svobodného učení selského 1925–28, Agrární čtrnáctideník 1928/29–37, Revuální týdeník agrárního hnutí 1938–42) založil a první tři roky redigoval František Obrtel (* 1873). Podle agrárního časopisu bylo po válce nazváno zemědělské nakladatelství Brázda Jednotného svazu českých zemědělců, které sídlilo v Praze II na Opletalově ulici čp. 3 v budově bývalé Pražské akciové tiskárny (tiskárny Národních listů).
Po zastavení vydávání Národních listů v roce 1941 koupila budovu Pražské akciové tiskárny akciová společnost Sklárny a rafinerie, Josef Inwald (Glasfabriken und Raffinerien Josef Inwald A.-G., Beethovenstr. 3, Prag II). Po válce získal budovu od Národního pozemkového fondu JSČZ, kde založil vlastní nakladatelství „Brázda”, tiskové, vydavatelské a nakladatelské podniky JSČZ (Praha II., Třída Jana Opletala 3), jehož prostřednictvím vydával svůj ústřední tiskový orgán Zemědělské noviny, časopisy: Český zemědělec, týdeník Beseda naší rodiny, Zemědělcův rok od Jana Smetáčka, Chovatel, Český chmelař, Náš chov, Český lid (měsíčník pro dějiny venkova a národopis) a edice: Zemědělské aktuality a Rádce zemědělce. Vedoucím redaktorem nakladatelství Brázda by od roku 1945 František Bulánek. Svaz byl také provozovatelem Vesnického divadla ministerstva zemědělství.
Dne 2. června 1945 vyšlo první číslo ústředního orgánu JSČZ — Zemědělských novin. Redakce Zemědělských novin, jejichž řízením byl od konce září 1945 po Antonínu Volavkovi (bývalém redaktorovi Odboje pracujícího venkova) pověřen další člen KSČ Antonín Nedvěd (* 3.1.1899 v Tuchlovicích u Kladna, † 27.8.1954 v Bratislavě), se vytvořila ze starších novinářů s delší novinářskou praxí, kteří dříve působili na Venkově, Národní politice, Melantrichu, aj.
Prohlížíme-li si však jeho orgán »Zemědělské noviny«, nezhostíme se přesvědčení, že tyto nejsou pravým mluvčím českého zemědělce a tudíž ani mluvčím nadstranického jednotného svazu. Jednotný svaz zemědělců je a má býti jakousi národní frontou zemědělců. »Zemědělské noviny« se projevují však spíše jako osobní orgán pana ministra zemědělství a referují-li tyto noviny o čemkoliv veřejnosti, tlumočí zpravidla stanovisko, jež bývá neseno programovými zásadami komunistické strany, ale zpravidla nepřihlíží k odlišným stanoviskům ostatních politických stran a zemědělců. Ku podepření tohoto svého stanoviska mohl bych uvésti skutečnosti o složeni redakce...
Hlas lidu, 01.01.1947

### Výcvikové strojní středisko ve Vrbičanech
Po dohodě s ministerstvem zemědělství a v duchu vládní politiky se JSČZ účastnil na zřizování strojních stanic, horských pastevních družstev a strojních středisek pro výcvik kvalifikovaného personálu pro obsluhu traktorů. V roce 1946 převzal JSZ konfiskát velkostatku ve Vrbičanech u Lovosic, kde zřídil v říjnu 1946 strojní učiliště a výcvikové středisko pro traktoristy a ošetřovatele zemědělských strojů. Další výcviková střediska zřídil v Bedihošti u cukrovaru, Jihlavě-Staré Hory a na Slovensku v Čeklízu, kde R. L. Buck, expert mise UNRRA pro hospodářské stroje a traktory, pomáhal při montáži strojů a traktorů z akce UNRRA.
Od února 1948 JSČZ otevřel ve Vrbičanech druhé internátní výcvikové středisko pro výcvik mládeže v zemědělství. Podmínkou přijetí prvních 12 zájemců bylo ukončení povinné školní docházky. Doba výuky byla rozložena do dvou let. Vedle ubytování v internátu a zajištěného stravování obdrželi učňové také peněžní odměnu, odpovídající mzdě mladistvého dělníka. Přihlášky se podávaly v kanceláři JSČZ v Praze Na Florenci 33. Postupně svaz počítal s otvíráním dalších. Také Československý rozhlas uvedl dvě rozhlasové reportáže, o výcviku traktoristů a o ženách ve strojním učilišti ve Vrbičanech.

### Druhý přípravný výbor JSČZ
Po schválení zákona č. 145/1947 Sb. o organizaci zemědělců republiky Československé měly být zvoleny nové přípravné výbory JSČŽ a JSSR.
O jednotný svaz zemědělců Praha, 30. října. Ve čtvrtek se konala u ministra zemědělství porada zástupců stran Národní fronty o složení přípravného výboru JSČŽ a JSSR. Na poradě nebylo dosaženo dohody a bude se v ní pokračovat ve středu 5. listopadu.
Volné Slovo, 01.11.1947
První zasedání nového přípravného výboru JSČZ, který byl konstituován na základě výnosu ministerstva zemědělství z 20. prosince 1947 a vedl agendu do zvolení ústředního výboru, se konalo ve středu 22. ledna 1948 v Praze. Předseda JSČZ V. Mikuláš doporučil požádat ministerstvo zemědělství o urychlené vydání směrnic pro volby do místních sdružení JSČZ a zároveň doporučil, aby ústřední sjezd JSČZ byl svolán dříve než budou provedeny volby správních orgánů, aby tak vybudování celé organizace svazu nebylo již dále zdržováno. Přípravný výbor se skládal ze 72 členů a oproti prvnímu přípravnému výboru byl do funkce generálního tajemníka povolán Josef Nepomucký, předsedou výboru zůstal Václav Mikuláš. Členové moravského prvního přípravného výboru byli ze svých funkcí uvolněni 27. ledna 1948.
Předsednictvo JSČZ: předseda Václav Mikuláš (rolník a poslanec ÚNS za národní socialisty), I. místopředseda: inž. dr. Rostislav Sochorec (rolník z Mor. Žižkova, předseda zeměděl. odboru ČSL), II. místopředseda: Josef Kočí (rolník za sociální demokraty), III. místopředseda: Josef Tatíček (rolník za KSČ), generální tajemník: Josef Nepomucký (rolník a poslanec ÚNS za KSČ), členové předsednictva: inž. Jaroslav Vylétal (KSČ), Bohumil Hrbek (za národní socialisty), Josef Nepraš (moravský včelařský odborník za ČSL), Antonín Kekus (za soc. demokraty).
Předsednictvo JSSR: předseda Inž. Kornel Filo (poslanec ÚNS za DS), gen. tajemník dr. Michal Falťan (poslanec ÚNS za KSS), I. místopředseda: Július Gašparík (člen SNR za SS), II. místopředseda: Vít Tomek (rolník za soc. demokr.), členové předsednictva: Valentín Matrka (DS), Michal Stanko (DS), C. Šálek (DS), Marek Čulen (KSS), A. Komora (KSS).
Představenstvo ústřední rady JSČZ: předseda Oldřich Smejkal (rolník a poslanec ÚNS za ČSSD), I. místopředseda byl jmenován dodatečně (DS), II. místopředseda inž. dr. Rostislav Sochorec (rolník z Mor. Žižkova, předseda zeměděl. odb. ČSL), III. místopředseda Stanislav Novák (rolník a poslanec ÚNS za NS), IV. místopředseda: dr. Michal Falťan (poslanec ÚNS za KSS), gen. tajemník Antonín Volavka (zeměděl. prac. za KSČ), členové představenstva: Josef Smrkovský (KSČ), Václav Mikuláš (NS), Josef Nepraš (ČSL), Antonín Černý (ČSSD), inž. M. Němec (KSČ), Július Gašparík (SS) a Vít Tomek (ČSSD).

### Horské pastvinářské družstvo JSČZ
JSČZ získal od Národního pozemkového fondu v jednotlivých výrobních oblastech celou řadu konfiskovaných velkostatků (například velký areál zemědělského dvora u Jindřichova Hradce – Lišný Dvůr, velkostatek Vrbičany). V šumavské pastvinářské oblasti to byl rozlehlý pás od Hartmanic po Zhůří (celkem 682 konfiskovaných usedlostí), pro který si nechal JSČZ vypracovat projekt Horského šumavského pastvinářského družstva (s výzkumnou travinářskou a bramborářskou stanicí) a již při organizovaném osídlení (reemigraci) šumavského pohraničí se měl na celou oblast brát zvláštní zřetel.
Dnem 1. června 1947 převzalo nově ustavené „Šumavské horské pastvinářské družstvo” v Hartmanicích (ŠHPD Hartmanice) od JSČZ v Praze pastvinářskou oblast, která se rozprostírala v horské části správního okresu Sušice (převážně v soudním okrese Hartmanice). Celková výměra objektu 9 470,8 ha byla po vypracování zemědělsko-hospodářského plánu snížena na celkovou výměru 7 000 ha: z toho 1 400 ha orné půdy s 400 ha zoraných luk, 2 000 ha sečených luk a 3 600 ha pastvin (Karlov, Dolejší Krušec).
Zemědělsko-hospodářský plán vypracoval pro družstvo ZNV v Praze (plánovací oddělení: Ing. architekt R. Šper a Ing. architekt E. Delina), který navrhl plán pastvinářského objektu, organizaci provozu družstva, soustředění části provozu do vhodně položených středisek údolních statků a stájí pro přezimování jaloviny a úpravu hospodářských budov se zmechanizovaným provozem. Pastvinářské družstvo provozovalo též šlechtění žita a to odrůdy Těšovské (dříve Riemkerovo žito) a Šumavské (dříve Müllerovo žito). Po zrušení JSČZ připadlo pastvinářské družstvo ministerstvu zemědělství, potažmo státním statkům.
Na Sušicku jsou s ohledem na přírodní podmínky největší možnosti v pěstování trav na semeno a sadby bramborové. Plocha, na které jsou tyto plodiny pěstovány (v roce 1946 byla sadba bramborová pěstována na ploše 121,45 ha a trávy na semeno na 20,46 ha), je nedostatečná. Pomalý vzestup je zaviněn jednak konservatismem zemědělců, ale hlavně nedostatkem schopných osob k organisování množilelské práce. Velké naděje do budoucnosti klademe na šlechtitelskou práci, konanou u ŠHPD v Hartmanicích, a to zejména se dvěma odrůdami ozimého žita (Müllerovo a Těšovské) a jednou odrůdou žita jarého.
Technický jih, list pro hospodářské zájmy českého jihu 1948

### Ozdravovna JSČZ
Účelům rekreačním sloužila JSČZ ozdravovna Nové Zámky u Hostinného (Dolní Olešnice-Vestřev), umístěná do konfiskovaného zámeckého areálu hraběcího rodu Deymové ze Stříteže. V roce 1951 byla v zámku zřízena pobočka „Státní plicní léčebny” v Hostinném. Po zrušení JSČZ byla v roce 1953 přeměněna na oční léčebnu a sanatorium OÚNZ, kde se léčily vleklé endogenní nitrooční záněty. Jednalo se o režimovou léčbu s využitím příznivého klimatu. V roce 1993 se stal zřizovatelem oční léčebny Městská úřad v Hostinném. Od roku 2007 je v majetku ruského podnikatele Alexeje Vladimiroviče Zacharova (společnosti VENTUS – ALIANCE s. r. o., GREAT PARKLAND s.r.o.)

## Jednotný svaz českých zemědělců po únoru 1948
Proti svévolnému sjezdu zemědělců Sjezd byl svolán bez vědomí JSČZ. — Protest předsedy Václava Mikuláše. Praha 18. února.

Redakce „Slova národa“ obdržela toto prohlášení předsedy Jednotného svazu českých zemědělců: Ze „Zemědělských novin“ ze 17. února 1948 se dovídám, že na základě usnesení konference okresních rolnických komisí bude uspořádán ve dnech 28. a 29. t. m. v Praze celostátní sjezd zemědělců. Konstatuji, že tato zpráva se dostala do listu, označeného jako deník Jednotného svazu českých zemědělců bez vědomí přípravného výboru JSČZ a že s ní tudíž jako předseda JSČZ nemohu souhlasit. Jako předseda, který podle zákona č. 145/1947 je jediným mluvčím českých zemědělců, zjišťuji, že se nejedná a nemůže jednat o legální sjezd českých zemědělců, poněvadž JSČZ není jeho svolavatelem. S JSČZ nebylo také o konáni takového sjezdu vůbec jednáno. Učiním věc předmětem jednání přípravného výboru JSČZ a vynasnažím se, aby pravomoc JSČZ byla respektována. Vzhledem k tomu, že jde o svolání celostátního sjezdu zemědělců, upozornil jsem na věc také Ústřední radu zemědělců, aby se touto záležitostí neprodleně zabývala. — Václav Mikuláš, předseda přípravného výboru JSČZ. 
Slovo národa, 19.2.1948

V pondělí 23. února 1948 svolal přípravný výbor Jednotného svazu českých zemědělců mimořádnou schůzi, na kterou se dostavila 27členná deputace ústředního výboru rolnických komisí. Akční výbor Národní fronty odvolal ze svých funkcí v přípravném výboru JSČZ předsedu V. Mikuláše, I. místopředsedu Rostislava Sochorce, II. místopředsedu Josefa Kočího a člena výboru Josefa Nepraše. Dne 29. února 1948 byl vyhlášen 70členný akční výbor JSČZ a ústřední výbor rolnických komisí přesídlil do úřadovny JSČZ na Václavském náměstí. Antonín Nedvěd, šéfredaktor Zemědělských novin, se stal předsedou Svazu českých novinářů.

### Třetí přípravný výbor JSČZ
Ve středu 3. března 1948 jmenoval ministr zemědělství J. Duriš na návrh akčního výboru NF JSČZ nový přípravný výbor JSČZ, který byl také schválen na celostátním sjezdu rolnických komisí. Předsedou přípravného výboru byl jmenován Josef Nepomucký, generálním tajemníkem Josef Zlesák, I. místopředsedou Josef Tatíček (Prosetín, rolník), II. místopředsedou Josef Zadrobílek (Chrášťany, rolník), členy předsednictva: Anna Mrskošová (Sedlčany, rolnice), František Hýža (Cetechovice, rolník), Josef Santora (Němčice), Antonín Michl (Olomouc, rolník), inž. Jaroslav Vyleta, (Praha, zemědělský pracovník MZ). Na 5. března 1948 svolalo MZ a Národní pozemkový fond do zasedací síně JSČZ v Praze poradu předsedů okresních akčních výborů za účelem předání instrukcí pro očistu mezi přídělci zkonfiskované půdy. K přímým volbám ústředního výboru JSČZ, ale i k volbám do místních, okresních a krajských organizací za celé funkční období 1948–1952 nedošlo. Akční výbory provedly výměnu funkcionářů, kteří v této sestavě působili až do zániku organizace JSČZ.
Jihočeští rolníci v JSČZ. Do presidia JSČZ byl jmenován jako generální tajemník jihočeský poslanec soudr. Jos. Nepomucký. Do přípravného výboru poslanec soudr. Josef Janouš ze Strakonic a soudr. Frant. Podlaha ze Lhoty, předseda krajské zemědělské komise při KV KSČ.
Jihočeská Pravda: orgán Komunistické strany Československa v Čes. Budějovicích, 15.01.1948, s. 1

### Organizace JSČZ 1948–1950
Jednotný svaz českých zemědělců ztratil po únoru 1948 v podstatě funkci odborné zemědělské korporace. Jeho novou úlohou byla osvěta kolektivizace zemědělství, koordinace začleněných zemědělských spolků, výchova odborných zemědělských kádrů a poradenská činnost. Agenda ústředního odboru D byla postupně rušena. Dne 10. listopadu 1948 zrušilo ministerstvo zemědělství: oddělení plánování a ekonomiky (D IA), oddělení školení a poradnictví (D IB), oddělení rostlinné výroby (D II), oddělení živočišné výroby (D IIIA), oddělení veterinární (D IIIB), oba výzkumné ústavy JSČZ byly znárodněny (agenda D UI a D UII), omezenou agendu družstevního oddělení (D VIII) vedl Ing. M. Novák (náměstek ústředního tajemníka JSČZ).
Okresní organizace JSČZ započal už v roce 1946 generální tajemník Antonín Volavka obsazovat okresními tajemníky JSČZ, který si začal budovat z okresních tajemníků síť komunistických kádrů. Po zřízení krajské správy se stali podřízenými krajských úřadoven. Krajské úřadovny JSČZ převzaly agendu a sídla oblastních úřadoven a od r. 1950 se nazývaly Krajské sekretariáty JSČZ. Brněnská expozitura JSČZ, která měla vlastní řídící, osobní a účetní agendu a krátce po únoru 1948 i vlastní oblastní (krajské) úřadovny, byla postupně rušena a její agendu nakonec převzalo pražské ústředí. V letech 1948–49 byla brněnská expozitura JSČZ přeměněna na krajskou úřadovnu a její moravské organizace řízeny centrálně z Prahy.
Přenesení zvelebovací činnosti JSČZ na ministerstvo zemědělství. Ministerstvo zemědělství připravuje všechna opatření, potřebná k úspěšnému plnění 5DP v zemědělství...Proto se také v zájmu rychlého a úspěšného vyřešení všech těchto úkolů dohodlo ministerstvo zemědělství s JSČZ, že v ministerstvu zemědělství bude sjednocena veškerá zvelebovací činnost z oboru výroby rostlinné a živočišné, dále agenda vodního hospodářství, stavebnictví, lesnictví (včetně malolesů a pozemkové reformy), pokud JSČZ vykonával agendu v těchto oborech služby. Je proto nutno řídit napříště v uvedených věcech podání přímo na ministerstvo zemědělství.
Stráž severu, 05.12.1948
Generální sekretariát (GS): Josef Zlesák
Ústředí koordinace práce: přednosta Ing. M. Novák
Odbor prezidiální
P 1 Kontrolní oddělení: Antonín Vondráček
P 2 Organizační oddělení: Zdeněk Šonský
P 3 Odbor zemědělských žen: M. Šebešová
P 4 Sekretariát členských organizací: Josef Zadrobílek
P 5 Finančně správní oddělení: Dr. Augustin Sochr
P 5-Ú Ústřední účtárna: Alois Mádle
P 6 Právní oddělení: Dr. František Srb
P 6-Ž Oddělení živelných pohrom: Dr. Karel Kríl
P 7 Osobní oddělení: Josef Urban
P 8 Správa budov a technické oddělení: Alois Pešula
P 9 Správa statků JSČZ: Ing. Rudolf Hodan
P K Pomocné kanceláře: Jan Mejdrech
Budovatelské oddělení
I Přednosta budovatelského oddělení: Ing. Vladimír Škarda
II Osvětová oddělení: Josef Svoboda (Vesnické divadlo)
III Sociální oddělení: Antonín Pešula
Vzhledem k tomu, že na podkladě zákona č. 145/1947 se členy JSČZ staly povinně také zemědělské, chmelařské, vinařské, lnářské, zemědělsko-osvětové, zemědělsko-zahradnické a zahrádkářské, lesnické, myslivecké, šlechtitelské a chovatelské organizace, zřídilo ministerstvo zemědělství svým usnesením ze dne 7. prosince 1948 na ústředí JSČZ oddělení pro kontrolu jejich odborné zemědělské činnosti (hlavně pro kontrolu užitkovosti a dědičnosti skotu a kontrolu vedení plemenné knihy).
V roce 1948 JSČZ sice převzal celou řadu dalších znárodněných statků, ale se zřízením Ústředního ředitelství Československých státních statků (ÚŘ ČSSS) v roce 1949 bylo oddělení Ústřední správy statků JSČZ (oddělení DS) zrušeno a převedeno na ÚŘ ČSSS. Péče o chov skotu připadla ONV a KNV. Celé ústředí JSČZ byla nakonec zredukováno na 5 oddělení a celá řada okresních a krajských sekretariátů zrušena.

### Nákup stavební parcely pro administrativní budovu
Po únoru 1948 získal JSČZ stavební parcelu po zbourané budově čp. 45 (od r. 1956 Hotel Jalta) na Václavském náměstí vedle budovy čp. 47 („Brázda”, vydavatelství a nakladatelství Jednotného svazu českých zemědělců. a. s.), kterou pak vložilo jako podíl do nakladatelství „Brázda”. Připravené stavební plány zde předpokládaly výstavbu nové administrativní budovy JSČZ, Zemědělských novin a nakladatelství Brázda. Se stavbou nebylo až do zrušení JSČZ započato a svaz využíval prostor stavební proluky pro různé výstavy, například roku 1949 se na prostranství stavební parcely konala výstava ke Dnům československo-sovětského přátelství.

### Soutěž o vzornou obecní kroniku
JSČZ, Fond národní obnovy a Zemědělské noviny vyhlásily na začátku prosince 1948 soutěž o vzornou obecní kroniku, jejímž smyslem mělo být „povzbuzení zájmu o venkovské kronikářství a budovatelské úkoly”. K zapojení do soutěže musely obce splnit čtyři předpoklady:
- zajistit opis zápisu obecní kroniky za rok 1948 (s údaji, jak se obec zapojila do budovatelského úsilí),
- sepsat zprávu o stavu obecní kroniky: kdy byla založena, popsat pracovní metodu kronikáře (jak si opatřuje zprávy, kdo s ním spolupracuje),
- udat jméno kronikáře s adresou a
- zajistit ověření pravdivosti všech údajů u MNV a okresního knihovnického inspektora.

Za nejlépe vedené kroniky měly být uděleny ceny v celkové hodnotě 300 000 Kčs. Opisy obecních kronik se zasílaly na redakci Zemědělských novin v Praze II., Opletalova 3 nejpozději do 31. prosince 1948 v obálce označené heslem Kronikářská soutěž.

### Organizace JSČZ 1950–1952
Generální sekretariát (GS): Vojtěch Mašek
I Oddělení osobní a školení: Josef Svoboda
II Oddělení organizační a osvěty
III Oddělení družstevní
IV Oddělení zemědělských žen: Milada Šebešová
V Oddělení hospodářsko-sociální: Antonín Pešula
V/1 finančně-správní oddělení: Miloš Göhler
V/2 ústřední účtárna: Alois Mádle
V/3 právní oddělení
V/4 technické oddělení: Alois Pešula
V/5 oddělení statků JSČZ: Ing. Rudolf Hodan
V/6 oddělení pomocných služeb: Jan Rejdrejch

### Členské příspěvky
Od roku 1950 měli členové JSČZ platit měsíční členské příspěvky podle velikosti zemědělských závodů.
| Výměra závodu | Počet závodů | Členský příspěvek |
| ------------- | ------------ | ----------------- |
| 1–2 ha        | 124 000      | 60 Kčs            |
| 2–5 ha        | 201 000      | 90 Kčs            |
| 5–10 ha       | 142 000      | 120 Kčs           |
| 10–15 ha      | 115 000      | 180 Kčs           |
| 15–20 ha      | 115 000      | 300 Kčs           |
| 20–50 ha      | 28 000       | 600 Kčs           |
| nad 50 ha     | 7 013        | 1 000 Kčs         |

### Vesnické divadlo a Vesnické noviny
Osvětová činnost v podobě putujícího Vesnického divadla s deseti uměleckými soubory, jehož řízení bylo nyní ministerstvem zemědělství na JSČZ převedeno, sestávala z kolektivizační agitace a po roce 1951 zejména agitace pro zakládání JZD. Repertoár Vesnického divadla určovalo ministerstvo školství a ministerstvo informací. Vydávání ústředního orgánu JSČZ deníku Zemědělských novin (účast v nakladatelství Brázda) si JSČZ podrželo, přičemž v roce 1951 převzalo i řízení okresních vesnických novin. Okresní vesnické noviny začaly vycházet v létě 1950. Také jejich úkolem bylo propagovat a organizovat socialistickou zemědělskou výrobu. Vydávaly je okresní národní výbory, zpravidla jednou týdně je distribuovaly do všech obcí na okrese, členům JZD a pracovníkům státních traktorových stanic. Jen v Čechách existovalo v roce 1952 156 vesnických novin a v roce 1953 stoupl tento počet na číslo 180.

### Likvidace JSČZ a JSSR
V roce 1951 byl předseda výboru Josef Nepomucký jmenován ministrem zemědělství Z přísně tajného rozhodnutí předsednictva ÚV KSČ z 18. února 1952 započalo ministerstvo zemědělství postupně a ve vší tichosti likvidovat činnost a existenci Jednotného svazu českých zemědělců a Jednotného svazu slovenských roľníkov. Na podkladě rozhodnutí ÚV KSČ podal ministr J. Nepomucký společně s předsednictvem česko-moravského JSČZ a slovenského JSSR návrh na zrušení organizace. Stažení členských legitimací (a razítek) proběhlo do 30. dubna 1952. Likvidační komise JSČZ v čele s dosavadním generálním tajemníkem Vojtěchem Maškem ukončila svoji činnost 6. prosince 1952, kdy podala ministerstvu zemědělství likvidační zprávu. Drobné dokončující likvidace, vedené čtyřčlennou skupinou ministerstva zemědělství, probíhaly ještě během roku 1953. Ministerstvo zemědělství převzalo veškerý majetek JSČZ, vedle kancelářských a hospodářských budov s pozemky to bylo také množství zemědělských strojů, kancelářského zařízení a služebních vozidel.
Musely uvolnit prostor pro stále více vynucované začleňování rolníků do JZD a JRD a musely zaniknout i proto, že stále více prosazovaný sovětský model řízení zemědělství, ovládání rolnictva a kontroly vesnického života žádnou demokratickou zemědělskou neuznával a neznal.
Karel Jech: Kolektivizace a vyhánění sedláků z půdy, s. 148
Ke dni 1. ledna 1953 byl na podkladě vládního usnesení výnosem tehdejšího ministerstva kultury a informací přeměněn tiskový podnik Jednotného svazu českých zemědělců BRÁZDA na Státní zemědělské nakladatelství, národní podnik. V prvních letech existence nového nakladatelství byly jeho součástí i Zemědělské noviny a slovenský nakladatelský závod v Bratislavě. Zemědělské noviny se od 1. července 1955 staly vydavatelsky samostatným orgánem ministerstva zemědělství, ze slovenského se osamostatnilo „Slovenské vydavateľstvo pôdohospodárskej literatúry” (Priroda). Budovu na Opletalově ulici č. 3 obdržely v roce 1958 po zestátnění tiskáren nově vzniklé novinářské závody MÍR, národní podnik (závod 2, provozovna 23, Praha 1, Opletalova 3). Ministerstvo zemědělství vydávalo deník Zemědělské noviny, týdeník Beseda venkovské rodiny a měsíčník Rolnické listy, taktéž připravovalo odborná periodika pro všechny obory zemědělské výroby. Redakce Zemědělských novin podléhala redakci Rudého práva.